# Persististrombus
Persististrombus is een geslacht van weekdieren uit de klasse van de Gastropoda (slakken).

## Soorten
- Persististrombus granulatus (Swainson, 1822)
- Persististrombus latus (Gmelin, 1791)